# Château de Bouchony
Le château de Bouchony est situé sur l'Île de la Barthelasse à Avignon, dans le département de Vaucluse.

## Histoire
Le domaine fut construit au XVIIIe siècle. Il a appartenu à la famille Tron, puis aux Brunet de la Renoudière, et enfin aux d'Anselme de Puisaye, ces trois familles ayant des liens de parenté.
À la fin du XVIIIe siècle, une anglaise, la comtesse de Carliste, venue s'installer à Avignon, loua ce domaine pour la belle saison. C'était la « mère du roi d'Irlande de même nom et la sœur de l'amiral Biron », indique Esprit Calvet qui la courtisa assidûment. 
Le monument est inscrit aux Monuments historiques par arrêté du 13 janvier 1997.